# Els trenta-nou esglaons (novel·la)
Els trenta-nou esglaons és una novel·la d'aventures de l'autor escocès John Buchan, publicada per primera vegada el 1915 per William Blackwood and Sons d'Edimburg. Va ser publicada en format fulletó al setmanari All-Story Weekly del 5 i 12 de juny de 1915, i a la Blackwood's Magazine (acreditat a "H. de V.") entre el juliol i el setembre de 1915, abans de ser publicat en format llibre a l'octubre del mateix any. És la primera de cinc novel·les protagonitzada per Richard Hannay, un heroi d'acció amb un llavi superior rígid i una habilitat per sortir de situacions complicades.

## Argument
Richard Hannay, un enginyer de mines britànic que acaba de tornar de Rhodèsia a principis de 1914, està desil·lusionat amb la vida tranquil·la i avorrida que porta a Londres. Just quan decideix abandonar Anglaterra, se li presenta Franklin Scudder que afirma haver descobert un complot per assassinar a Londres el primer ministre de Grècia, Konstantinos Karolides, i així desencadenar una guerra a Europa. A l'endemà, Scudder apareix assassinat al seu pis, pel que Hannay es veurà forçat a fugir cap a la seva Escòcia natal i descobrir la veritat abans no sigui massa tard per a ell i pel Regne Unit.

## Personatges principals
- Richard Hannay, protagonista i narrador de la història; enginyer de mines.
- Franklin P. Scudder, periodista nord-americà i veí d'en Richard Hannay.
- Sir Harry, terratinent escocès i candidat liberal al parlament.
- Sir Walter Bullivant, Secretari permanent del Ministeri d'Afers Exteriors; padrí de Sir Harry.
- Alexander Turnbull, carreter.

## Rerefons
John Buchan va escriure Els trenta-nou esglaons mentre estava malalt al llit degut a una úlcera duodenal, una malaltia que el va acompanyar tota la vida. El fill de Buchan, William, va escriure més tard que el títol del llibre es va originar quan la seva germana Alice estava comptant les escales a St. Cuby, una residència privada a Broadstairs, on Buchan feia convalescència. "Hi havia una escala de fusta que baixava a la platja. La meva germana, que tenia uns sis anys, i que acabava d'aprendre a comptar, les va baixar i va anunciar alegrement: hi ha 39 esglaons". L'escala amb túnel a través del penya-segat constava en realitat de 78 esglaons, però Buchan va reduir el nombre a la meitat per fer un títol millor. Quan els esglaons originals de roure van ser substituïts, un d'ells, amb una placa de llautó, va ser enviat a Buchan. Actualment els esglaons de formigó en són 108, que van des del jardí fins a la platja.
Aquesta novel·la va ser el seu primer "schocker", com ell l'anomenava, una història que combina drames personals i polítics. Va marcar un punt d'inflexió en la seva carrera literària, presentant en públic l'heroi aventurer Richard Hannay. Descrivia un "schocker" com una aventura on els esdeveniments de la història són poc probables i el lector només és capaç de creure que realment van passar.

## Dedicatòria
Buchan va dedicar la novel·la al seu amic Thomas Arthur Nelson, dient: "Estimat Tommy, tu i jo compartim des de fa temps una devoció especial per aquest tipus bàsic de relat que els americans anomenen "novel·la de deu centaus" i que nosaltres coneixem com a "schocker" o "novel·la d'espies": una narració on els fets desafien les lleis de la probabilitat, i freguen els límits del possible. Durant la malaltia que vaig patir l'hivern passat, se'm van esgotar les existències d'aquest tipus d'ajuts per a enlairar l'ànim, i em vaig veure abocat a escriure'n un jo mateix. Aquest petit volum n'és el resultat, i m'agradaria dedicar-te'l en record de la nostra llarga amistat, en aquesta època en què les ficcions més escabellades són molt menys improbables que els fets reals. J.B.".

## Edicions

### Edició en català
- Els trenta-nou esglaons. Editorial Clandestina. 2023. Barcelona (Traducció de Sílvia Aymerich i Lemos)[7]

## Adaptacions
La novel·la ha estat adaptada en múltiples mitjans; moltes d'aquestes versions s'allunyen significativament del text original.

### Films
- "Els trenta-nou graons", film del 1935 dirigit per Alfred Hitchcock.
- "The 39 Steps", film del 1959 dirigit per Ralph Thomas.
- "Els trenta-nou esglaons", film del 1978 dirigit per Don Sharp.
- "The 39 Steps", telefilm del 2008 dirigit per James Hawes.

### Televisió
- "Hannay", una sèrie de televisió emesa el 1988 per la de la ITV.[8]
- "The 39 Steps", sèrie de televisió de Netflix que serà dirigida per Edward Berger.[9]

### Teatre
- "The 39 Steps", paròdia teatral estrenada el 1996. Patrick Barlow va reescriure una adaptació el 2005.[10][11]

### Videojoc
- "The 39 Steps", adaptació digital de l'any 2013 que el desenvolupador escocès The Story Mechanics va crear utilitzant el motor de joc Unity.[12]

### Ficció interactiva
- "Els 21 esglaons", Aventura conversacional sota l'autoria de Charles Cumming que Penguin Books va adaptar el 2008.[13]